# Tyrannochromis maculiceps
Tyrannochromis maculiceps es una especie de peces de la familia Cichlidae en el orden de los Perciformes.

## Morfología
Los machos pueden llegar alcanzar los 29,5 cm de longitud total.

## Distribución geográfica
Se encuentran en África: es una especie endémica del lago Malawi.